# Vattengenett
Vattengenett (Osbornictis piscivora) är ett rovdjur i familjen viverrider. Det är en av de sällsynta och mindre kända arterna i familjen. Det vetenskapliga släktnamnet syftar på H. F. Osborn som var direktör för American Museum of Natural History när arten upptäcktes. Artepitet är latin och betyder "äter fisk".

## Utseende
Djuret har i motsats till flera andra viverrider inga mönster eller strimmor på kroppen förutom en mörk längsgående strimma på ryggens mitt. Pälsens grundfärg är rödbrun, öronen, extremiteterna och svansen är mörkare, oftast mörkbrun eller svart. Mellan ögonen, vid ansiktets sidor och kring munnen finns vita fläckar. Kroppen är långsträckt och extremiteterna jämförelsevis korta. I motsats till de nära besläktade arterna i släktet Genetta saknas hår på hand- och fotsulan, som en anpassning till livet i vatten. Djurets kroppslängd (huvud och bål) ligger vid 45 centimeter, svanslängden vid 35 centimeter och vikten vid ungefär 1,5 kilogram.

## Utbredning och habitat
Artens utbredningsområde är begränsad till floddaler i nordöstra Kongo-Kinshasa. Obekräftade observationer är registrerade från Uganda och Burundi. Djuret lever i regnskogen 500 till 1 500 meter över havet. De flesta träd i skogarna tillhör släktet Gilbertiodendron.

## Ekologi och status
Det är inte mycket känt om artens levnadssätt. De vistas ofta i vatten och det antas att de huvudsakligen är aktiva på natten. Födan består främst av fiskar samt av groddjur. Ibland äter de även rotknölar från maniok.
När honan inte är brunstig lever varje individ ensam. En upphittad hona var dräktig med en unge.
I vissa regioner ska den vara ganska vanlig på grund av att regionen är glest bebyggd. IUCN uppskattar att det finns 10 000 vuxna individer. Beståndet minskade antagligen med 10 procent under de senaste 12 åren (räknad från 2015). Vattengenett listas som nära hotad (NT).